# Leptidea lactea
Leptidea lactea is een vlindersoort uit de familie van de Pieridae (witjes), onderfamilie Dismorphiinae.
Leptidea lactea werd in 1950 beschreven door Lorković.